# Дюктайская культура
Дюктайская культура — верхнепалеолитическая культура Сибири, существовавшая 35—10,5 тысяч лет назад.

## История изучения
Была обнаружена Ю. А. Мочановым в 1967 году и названа по имени речки Дюктай — притока реки Алдан.

## Этапы развития
Выделяют два этапа:
- ранний (35—25 тыс. лет назад) — стоянки Эжанцы, Усть-Миль, Ихине-I, II (древность оспаривается)
- поздний (23—10,5 тыс. лет назад) — стоянки Дюктайская пещера, Тумулур и др. на Алдане; стоянка Диринг-Юрях, пещера Хайыргас (Khaiyrgas cave) и др. на реках Диринг-Юрях и Лена; Новый Летен—I, II, Малая Джикимдэ на Олёкме, в бассейне Вилюя и Индигирки[3]

## Культура
Носители культуры жили в пещерах. Занимались охотой на мамонта с помощью копий с каменными наконечниками. Для выделки кожи они пользовались каменными скребками. Одежду сшивали костяными проколками и иголками.

## Генетические связи
Предки носителей дюктайской культуры могли мигрировать из Прибайкалья, где обнаружены один из древнейших останков человека в регионе (Мальта) со схожим типом гаплогруппы R. В материалах более северной Янской стоянки не обнаружено ничего общего с индустрией дюктайской культуры. По всей видимости, дюктайский комплекс микропластинчатой техники имеет независимое происхождение. Для стоянки Хайыргас получены калиброванные даты 25 700 — 24 900 лет назад.
В Сибири на смену дюктайской культуре пришла мезолитическая сумнагинская культура, причем смена культур была связана не с миграциями, а с изменением климата. Существует гипотеза о миграции племен дюктайской культуры в Америку. На Аляске обнаруживают схожие с дюктайскими артефакты (производные от бифасов клиновидные нуклеусы), возраст которых оценивается в 12 тыс. лет (Денали). Однако исследователи отрицают влияние дюктайской культуры на палеоиндейцев.

## Палеогенетика
У образца yak025 (14865—14590 лет до н. э.) из пещеры Хайыргас (Khaiyrgas Cave) определена митохондриальная гаплогруппа R1.